# Adolfo II di Schaumburg-Lippe
Adolfo II Bernardo di Schaumburg-Lippe (Stadthagen, 23 febbraio 1883 – Zumpango, 26 marzo 1936) è stato l'ultimo sovrano di Schaumburg-Lippe.

## Biografia

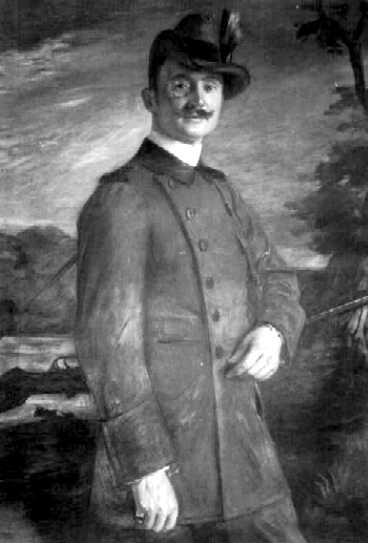
Il principe Adolfo II in tenuta da caccia

Adolfo nacque a Stadthagen durante il regno del nonno, Adolfo I, dall'allora principe ereditario Giorgio e della principessa Maria di Sassonia-Altenburg (1864-1918).
Egli divenne erede presunto di Schaumburg-Lippe l'8 maggio 1893, a seguito della morte del nonno, Adolfo I, e l'ascesa al trono di suo padre Giorgio. Dal 1904 divenne membro del Corps Borussia Bonn. Succedette in seguito al padre alla di lui morte, il 29 aprile 1911, e regnò sino all'abdicazione, il 15 novembre 1918, a seguito della Rivoluzione tedesca, con la quale il principato divenne il "Libero Stato di Schaumburg-Lippe. Durante il suo regno diede notevole impulso allo stabilimento balneare di Bad Eilsen. Amante della musica, istituì la scuola di musica di Bückeburg presso la locale scuola militare (di cui in seguito uno dei migliori allievi sarà il musicista e compositore tedesco James Last). Per la sua famiglia eresse anche il Mausoleo di Bückeburg con l'intento di raccogliervi le spoglie dei suoi antenati.
Dopo l'abdicazione, Adolfo si ritirò nella sua residenza di Villa Shaumburg presso Höllriegelskreuth (Pullach im Isartal) anche se trascorse lunghi periodi anche a Brioni (allora Italia, oggi Croazia). Sposò la nobile Ellen von Bischoff-Korthaus (1894-1936) a Berlino, il 10 gennaio 1920. Adolfo e sua moglie rimasero entrambi uccisi nella caduta dell'aereo su cui erano imbarcati, presso Zompango, in Messico, il 26 marzo 1936. Le salme dei due coniugi vennero recuperate e riportate in Germania dove solo grazie all'intervento del fratello più giovane di Adolfo, Federico Cristiano che era aiutante di campo di Joseph Goebbels, Ellen poté essere sepolta nel mausoleo di Bückeburger accanto al marito in quanto non era stata riconosciuta di origine ariana.
Gli succedette come capo della casata di Schaumburg-Lippe il fratello Volrado.

## Ascendenza
|                                              |                                     |                                                     | Genitori                                                       |  |  | Nonni |  |  | Bisnonni                                        |  |  | Trisnonni                             |  |
|                                              |                                     |                                                     |                                                                |  |  |       |  |  | Giorgio Guglielmo, principe di Schaumburg-Lippe |  |  | Filippo II, conte di Schaumburg-Lippe |  |
|                                              |                                     |                                                     |                                                                |  |  |       |  |  | Giorgio Guglielmo, principe di Schaumburg-Lippe |  |  | Filippo II, conte di Schaumburg-Lippe |  |
|                                              |                                     | langravia Giuliana d'Assia-Philippsthal             |                                                                |  |  |       |  |  | Giorgio Guglielmo, principe di Schaumburg-Lippe |  |  |                                       |  |
| Adolfo I, principe di Schaumburg-Lippe       |                                     |                                                     |                                                                |  |  |       |  |  | Giorgio Guglielmo, principe di Schaumburg-Lippe |  |  |                                       |  |
|                                              |                                     | principessa Ida di Waldeck e Pyrmont                | Giorgio I, principe di Waldeck e Pyrmont                       |  |  |       |  |  |                                                 |  |  |                                       |  |
|                                              |                                     | principessa Ida di Waldeck e Pyrmont                | Giorgio I, principe di Waldeck e Pyrmont                       |  |  |       |  |  |                                                 |  |  |                                       |  |
|                                              |                                     | principessa Ida di Waldeck e Pyrmont                | principessa Augusta di Schwarzburg-Sondershausen               |  |  |       |  |  |                                                 |  |  |                                       |  |
| Giorgio, principe di Schaumburg-Lippe        |                                     | principessa Ida di Waldeck e Pyrmont                |                                                                |  |  |       |  |  |                                                 |  |  |                                       |  |
|                                              |                                     | Giorgio II, principe di Waldeck e Pyrmont           | Giorgio I, principe di Waldeck e Pyrmont                       |  |  |       |  |  |                                                 |  |  |                                       |  |
|                                              |                                     | Giorgio II, principe di Waldeck e Pyrmont           | Giorgio I, principe di Waldeck e Pyrmont                       |  |  |       |  |  |                                                 |  |  |                                       |  |
|                                              |                                     | Giorgio II, principe di Waldeck e Pyrmont           | principessa Augusta di Schwarzburg-Sondershausen               |  |  |       |  |  |                                                 |  |  |                                       |  |
| principessa Erminia di Waldeck e Pyrmont     |                                     | Giorgio II, principe di Waldeck e Pyrmont           |                                                                |  |  |       |  |  |                                                 |  |  |                                       |  |
|                                              |                                     | principessa Emma di Anhalt-Bernburg-Schaumburg-Hoym | Vittorio II, principe di Anhalt-Bernburg-Schaumburg-Hoym       |  |  |       |  |  |                                                 |  |  |                                       |  |
|                                              |                                     | principessa Emma di Anhalt-Bernburg-Schaumburg-Hoym | Vittorio II, principe di Anhalt-Bernburg-Schaumburg-Hoym       |  |  |       |  |  |                                                 |  |  |                                       |  |
|                                              |                                     | principessa Emma di Anhalt-Bernburg-Schaumburg-Hoym | principessa Amalia di Nassau-Weilburg                          |  |  |       |  |  |                                                 |  |  |                                       |  |
| Adolfo II, principe di Schaumburg-Lippe      |                                     | principessa Emma di Anhalt-Bernburg-Schaumburg-Hoym |                                                                |  |  |       |  |  |                                                 |  |  |                                       |  |
|                                              | Giorgio, duca di Sassonia-Altenburg | Federico, duca di Sassonia-Hildburghausen           |                                                                |  |  |       |  |  |                                                 |  |  |                                       |  |
|                                              | Giorgio, duca di Sassonia-Altenburg | Federico, duca di Sassonia-Hildburghausen           |                                                                |  |  |       |  |  |                                                 |  |  |                                       |  |
|                                              | Giorgio, duca di Sassonia-Altenburg | duchessa Carlotta Giorgina di Meclemburgo-Strelitz  |                                                                |  |  |       |  |  |                                                 |  |  |                                       |  |
| principe Maurizio di Sassonia-Altenburg      | Giorgio, duca di Sassonia-Altenburg |                                                     |                                                                |  |  |       |  |  |                                                 |  |  |                                       |  |
|                                              |                                     | duchessa Maria Luisa di Meclemburgo-Schwerin        | Federico Ludovico, principe ereditario di Meclemburgo-Schwerin |  |  |       |  |  |                                                 |  |  |                                       |  |
|                                              |                                     | duchessa Maria Luisa di Meclemburgo-Schwerin        | Federico Ludovico, principe ereditario di Meclemburgo-Schwerin |  |  |       |  |  |                                                 |  |  |                                       |  |
|                                              |                                     | duchessa Maria Luisa di Meclemburgo-Schwerin        | granduchessa Elena Pavlovna di Russia                          |  |  |       |  |  |                                                 |  |  |                                       |  |
| principessa Maria Anna di Sassonia-Altenburg |                                     | duchessa Maria Luisa di Meclemburgo-Schwerin        |                                                                |  |  |       |  |  |                                                 |  |  |                                       |  |
|                                              |                                     | Bernardo II, duca di Sassonia-Meiningen             | Giorgio I, duca di Sassonia-Meiningen                          |  |  |       |  |  |                                                 |  |  |                                       |  |
|                                              |                                     | Bernardo II, duca di Sassonia-Meiningen             | Giorgio I, duca di Sassonia-Meiningen                          |  |  |       |  |  |                                                 |  |  |                                       |  |
|                                              |                                     | Bernardo II, duca di Sassonia-Meiningen             | principessa Luisa Eleonora di Hohenlohe-Langenburg             |  |  |       |  |  |                                                 |  |  |                                       |  |
| principessa Augusta di Sassonia-Meiningen    |                                     | Bernardo II, duca di Sassonia-Meiningen             |                                                                |  |  |       |  |  |                                                 |  |  |                                       |  |
|                                              |                                     | principessa Maria Federica d'Assia-Kassel           | Guglielmo II, elettore d'Assia                                 |  |  |       |  |  |                                                 |  |  |                                       |  |
|                                              |                                     | principessa Maria Federica d'Assia-Kassel           | Guglielmo II, elettore d'Assia                                 |  |  |       |  |  |                                                 |  |  |                                       |  |
|                                              |                                     | principessa Maria Federica d'Assia-Kassel           | principessa Augusta di Prussia                                 |  |  |       |  |  |                                                 |  |  |                                       |  |
|                                              |                                     | principessa Maria Federica d'Assia-Kassel           |                                                                |  |  |       |  |  |                                                 |  |  |                                       |  |